# Neotheronia rosai
Neotheronia rosai là một loài tò vò trong họ Ichneumonidae.